# Ten od serca
Ten od serca (ang. One from the Heart) – amerykański melodramat z 1982.
Tom Waits został nominowany do Oscara za adaptację piosenek do filmu.

## Fabuła
Hank i Frannie spotykają się 4 lipca. Mijają cztery lata od ich pierwszego spotkania. Tego dnia w Los Angeles panuje uroczysta atmosfera, mieszkańcy wychodzą na ulice i śpiewają. Dziewczyna, chcąc zrobić niespodziankę chłopakowi, załatwia bilety na Bora Bora. Nagle dochodzi między nimi do sprzeczki. Oskarżają się o zdradę i brak zainteresowania. Rozstają się w gniewie. Każde z nich spędza tę szaloną noc z przypadkowo poznanymi osobami.

## Główne role
- Frederic Forrest – Hank
- Teri Garr – Frannie
- Raúl Juliá – Ray
- Nastassja Kinski – Leila
- Lainie Kazan – Maggie
- Harry Dean Stanton – Moe

i inni

## Nagrody i nominacje
Oscary za rok 1982
- Najlepsza adaptacja piosenki – Tom Waits (nagroda)